# 립 테일러

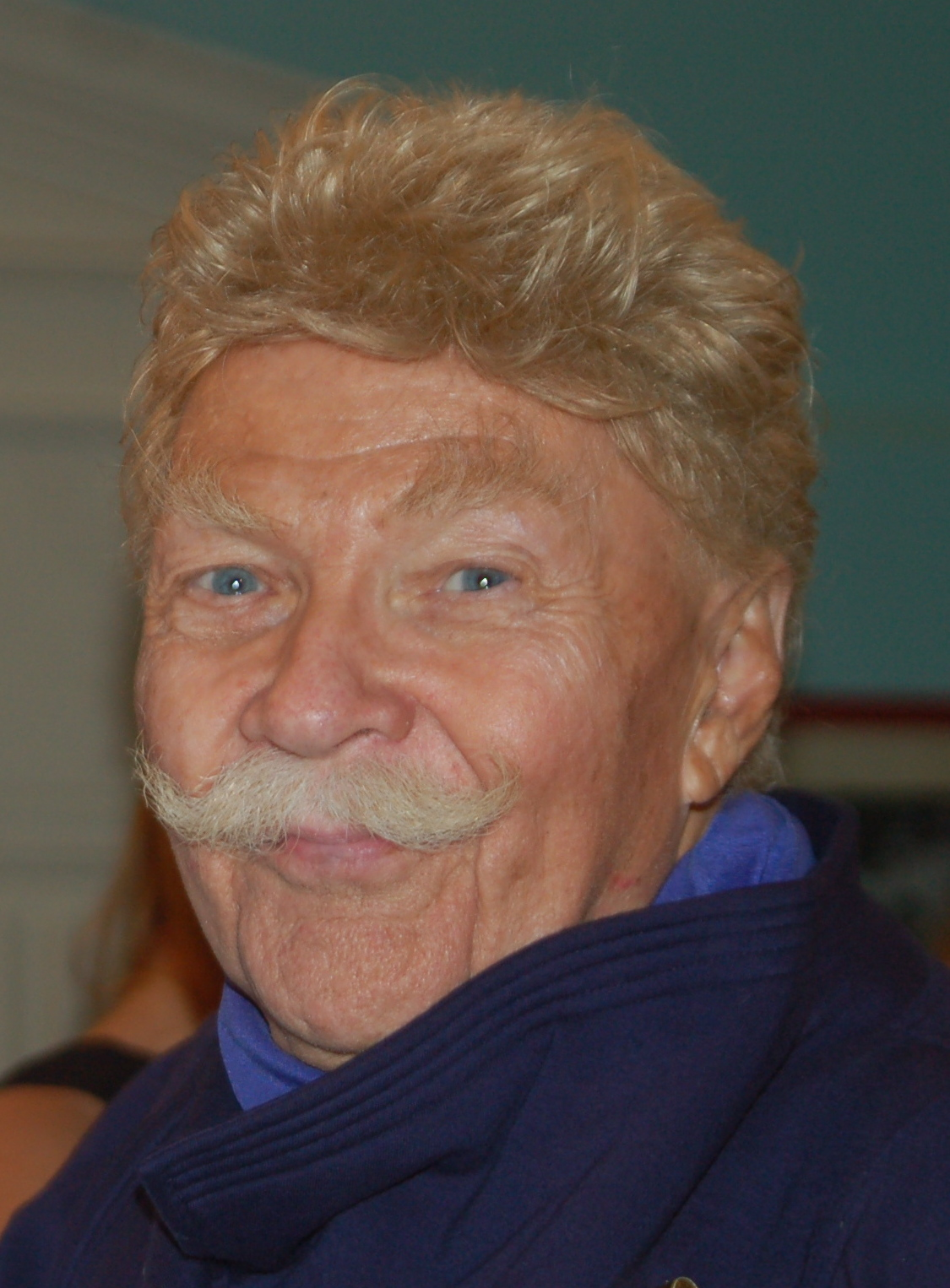

립 테일러(Charles E. Taylor, 1931년 1월 13일 ~ 2019년 10월 6일)는 미국의 배우, 텔레비전 배우, 영화배우, 성우이다.
워싱턴 D.C.에서 태어났으며 로스앤젤레스에서 사망하였다. 사인은 뇌전증이다.

## 영화
- 사일런트 벗 데들리 (2012년)
- 캐롤 채닝: 라저 댄 라이프 (2012년) - 본인 역
- 잭애스3D (2010년) - 본인 역
- 쿠스코? 쿠스코! - TV시리즈 (2006년)
- 아리스토캣 (2005년)
- 해저드 마을의 듀크 가족 (2005년)
- 알렉스 & 엠마 (2003년)
- 잭애스 (2002년) - 본인 역
- 프라이빗 옵세션 (1995년)
- 그리드 러너 (1995년)
- 햄들의 침묵 (1994년)
- 웨인즈 월드 2 (1993년)
- 은밀한 유혹 (1993년) - 미스터 랭포드 역
- 톰과 제리 (1992년)
- 나 홀로 집에 2 - 뉴욕을 헤매다 (1992년)
- 욕심쟁이 오리 아저씨-잃어버린 램프의 보물 (1990년)
- 채터박스 (1977년)
- 데이빗 프로스트 쇼 (1969년)
- 아이드 래더 비 리치 (1964년)